# Апостол Апостолов (писател)
Апостол Апостолов е български писател, журналист, преводач и астролог.

## Биография
Апостол Апостолов е роден на 22 май 1950 година в София. Завършва немска филология в СУ „Климент Охридски“. Втората му специалност е английски език и литература. След дипломирането си Апостол Апостолов служи в ШЗО „Христо Ботев“, град Плевен. 
Отбива военната си служба и печели конкурс за редовна аспирантура по литературознание в „Хумболд-Университет“, Берлин. До 1980 г. той готви своята дисертация. След като се завръща в България, Апостол Апостолов работи като преводач и редактор в БНР и БАН. Дълго време е и на задгранична работа.
През паметната 1989 г. излиза от печат първата му книга „Фокуси и фокусници“. Тя е допечатвана три пъти, а общият ѝ тираж надхвърля 50 000 екземпляра. Обявена е за книга на годината от литературния вестник „АБВ“.
Апостол Апостолов е писател с огромно и интересно творчество. Освен стотиците статии, рецензии, есета и разкази, публикувани в периодичния печат и интернет, той е автор и на 15 книги.

## Произведения
- „Фокуси и фокусници“ (1989)
- „Трупове в Холивуд“ (1990)
- „Съвременни магьосници или история на българското илюзионно изкуство“ (1995)
- „Как да си изготвим сами хороскоп“ (1998)
- „Как да надникнем в бъдещето с гадателските карти Таро“
- „Кабала, номерология и таро“
- „Скритите заложби на нашите деца“
- „Усмивката на Сатаната“ (2000)
- „Как да предскажем бъдещето“ (2002)
- „Астрология и здраве“ (2002)
- „Технология на успеха“ (2006)
- „Излекувай се чрез храна“
- „Спомени за документи“ (2019)
- „Как да печелим от Интернет - основи на интернет маркетинга“ (2021)
- „Как да увеличим продажбите онлайн - тайни и тънкости на интернет бизнеса“ (2022)[2]

На 11 ноември 2011 г. излиза от печат негова книга на немски език – „Geheimnisse der Magie“ („Тайните на магията“).

## Награди
Още първата му книга „Фокуси и фокусници“ е обявена за „Книга на годината“ от вестник „АБВ“.
През 1998 година получава специалната награда на Издателска къща „Труд“.